# Danderhall
Danderhall es una localidad situada en el concejo de Midlothian, en Escocia (Reino Unido), con una población estimada a mediados de 2016 de 2810 habitantes.
Se encuentra ubicada a poca distancia al sur del fiordo de Forth y de la ciudad de Edimburgo. Tiene una extensión de 856 hectáreas y una población de 3,258 (2011).